# Вариани
Вариани (груз. ვარიანი) — село в Грузии, на территории Горийского муниципалитета края (мхаре) Шида-Картли.

## География
Село находится в центральной части Грузии, на правом берегу реки Большая Лиахви, на расстоянии приблизительно 7 километров (по прямой) к северо-западу от города Гори, административного центра муниципалитета. Абсолютная высота — 687 метров над уровнем моря.

## Население
По результатам официальной переписи населения 2014 года в Вариани проживало 1469 человек (730 мужчин и 739 женщин). В национальной структуре населения грузины составляли 99,3 %.
| Год  | Население, человек |
| ---- | ------------------ |
| 2002 | 1959               |
| 2014 | ↘ 1469             |